# Marmot (distrito)
Marmot é um distrito do Peru, departamento de La Libertad, localizada na província de Gran Chimú.

## Transporte
O distrito de Marmot é servido pela seguinte rodovia:
- LI-112, que liga o distrito de Cascas à cidade de Charat [1][2][3]